# 長南亮
長南 亮（ちょうなん りょう、1976年10月8日 - ）は、日本の男性総合格闘家。山形県鶴岡市出身。TRIBE TOKYO MMA主宰。元DEEPウェルター級王者。元DEEPミドル級王者。

## 来歴
山形県立鶴岡西高等学校（現・山形県立鶴岡中央高等学校）卒業。高校時代に極真空手山形支部田畑道場に入門。バイク整備士になるため上京。
型枠大工として働き格闘技観戦を唯一の楽しみとしていた。リングスファンだった縁から田村潔司の主宰するU-FILE CAMPに入門。
2001年、パンクラスのネオブラッド・トーナメント予選でプロデビュー。
2002年3月16日、グラップリング大会であるU-FILE Style-Gの重量級トーナメントで優勝を果たした。
2002年6月9日、DEEP2001 5th IMPACTのミドル級（-82kg）王者決定トーナメント1回戦で石川英司と対戦し、0-2の判定負け。
2002年12月8日、DEEP2001 7th IMPACTで修斗世界ライトヘビー級（-83kg）王者の須田匡昇と対戦し、1-2の判定負け。
2003年9月15日、DEEP 12th IMPACTで桜井"マッハ"速人と対戦し、ペダラーダで目を負傷させドクターストップによるTKO勝ち。
この後、他の若手との考え方のギャップからU-FILE CAMPを離脱。フリーランスとなった。
2004年、PRIDE初出場となったPRIDE 武士道 -其の参-でヒカルド・アルメイダと対戦し、判定負け。
2004年10月14日、PRIDE 武士道 -其の伍-でカーロス・ニュートンと対戦し、判定勝利を収めた。
2004年10月3日、長南亮後援会主催による「CLUB DEEP 長南祭り」が山形県・三川町民体育館で開催され、興行の最終試合で高瀬大樹とエキシビションマッチを行った。
2004年12月31日、PRIDE 男祭り 2004でアンデウソン・シウバと対戦。劣勢に立たされていたが、3Rに蟹挟みからのヒールホールドで一本勝ち。
2005年7月17日、PRIDE 武士道 -其の八-でフィル・バローニと対戦し、KO負け。
2005年9月25日、PRIDE 武士道 -其の九-のウェルター級（-83kg）トーナメント1回戦でダン・ヘンダーソンに右ストレートで1RKO負け。
2006年2月5日、DEEP 23 IMPACTのDEEPミドル級タイトルマッチで桜井隆多と対戦し、1RTKO勝ちを収め王座獲得に成功した。
2006年6月4日、PRIDE 武士道 -其の十一-のウェルター級グランプリ1回戦でジョーイ・ヴィラセニョールと対戦し、3R判定勝ち。眼下底骨折により手術を余儀なくされた。8月26日、PRIDE 武士道 -其の十二-のウェルター級グランプリ2回戦でパウロ・フィリオと対戦し、マウントポジションからの腕ひしぎ十字固めで1R一本負け。
2006年10月、元PRIDE広報の女性と結婚。2007年4月に結婚披露宴を行った。
2007年2月16日、DEEP 28 IMPACTのDEEPミドル級タイトルマッチで挑戦者の桜井隆多と再戦し、2-0の判定勝ちを収め王座の初防衛に成功した。

### UFC
2007年11月17日、UFC初出場となったUFC 78でカロ・パリジャンと対戦し、0-3の判定負けを喫した。
2007年12月12日、DEEP 33 IMPACTに来場。UFCとの契約により防衛戦が行えなくなったため、リング上でDEEPミドル級王座返上を発表した。
2008年、チーム・クエストの一員として単身渡米。
2008年9月6日、UFC 88でホアン・"ジュカオン"・カルネイロと3年振りに再戦し、2-1の判定勝ちを収めた。
2009年4月18日、UFC 97でTJ・グラントと対戦し、判定1-2の僅差の判定負けとなった。

### DEEP
2009年8月23日、日本復帰戦となったDEEP 43 IMPACTで中尾受太郎と対戦し、3-0の判定勝ちを収めた。
2010年3月22日、DREAM初出場となったDREAM.13でアンドリュース・ナカハラと対戦し、3-0の判定勝ち。
2010年4月25日、吉田秀彦引退興行 〜ASTRA〜でチャ・ジョンファンと対戦し、右スーパーマンパンチでダウンしたところにパウンドで追撃され2RTKO負けを喫した。
2010年10月24日、DEEP 50 IMPACTでムン・ジュンヒと対戦し、パウンドによるTKO勝ちを収めた。当初はASTRAで敗れたチャ・ジョンファンとの再戦が予定されていたが、ジョンファンが交通事故に遭い欠場となったため対戦相手が変更された。
2010年12月30日、戦極 Soul of Fightで行なわれた「SRC VS DREAM 交流戦」で奥野"轟天"泰舗と対戦し、開始19秒右フック一撃で失神KO負け。当初はダン・ホーンバックルと対戦予定であったが、インフルエンザによる欠場で開催3日前となる12月27日に対戦相手の変更が発表された。しかし、奥野は契約体重をクリアできずレッドカード2枚が提示された状態で試合が開始された。
2011年12月31日、元気ですか!! 大晦日!! 2011で桜井"マッハ"速人と再戦し、0-3の判定負けを喫した。
2013年10月20日、引退試合となったTRIBE TOKYO FIGHTのDEEPウェルター級タイトルマッチでダン・ホーンバックルと対戦し、5-0の判定勝ちを収め王座獲得に成功した。
2014年2月16日、DEEPウェルター級王座を返上した。

## 人物・エピソード
- プロデビュー後しばらくは、格闘家の傍ら大工もしていた。

## 戦績

### プロ総合格闘技
| 総合格闘技 戦績 | 総合格闘技 戦績 | 総合格闘技 戦績 | 総合格闘技 戦績 | 総合格闘技 戦績 | 総合格闘技 戦績 | 総合格闘技 戦績 |
| --------------- | --------------- | --------------- | --------------- | --------------- | --------------- | --------------- |
| 34 試合         | (T)KO           | 一本            | 判定            | その他          | 引き分け        | 無効試合        |
| 22 勝           | 8               | 1               | 13              | 0               | 0               | 0               |
| 12 敗           | 3               | 1               | 8               | 0               | 0               | 0               |

| 勝敗 | 対戦相手                         | 試合結果                                     | 大会名                                                                      | 開催年月日     |
| ○    | ダン・ホーンバックル             | 5分3R終了 判定5-0                            | TRIBE TOKYO FIGHT 〜長南亮引退興行〜 【DEEPウェルター級タイトルマッチ】     | 2013年10月20日 |
| ○    | 池本誠知                         | 5分3R終了 判定3-0                            | DEEP OSAKA IMPACT 2013 〜池本誠知引退興行〜                                 | 2013年4月28日  |
| ×    | 桜井"マッハ"速人                 | 5分3R終了 判定0-3                            | 元気ですか!! 大晦日!! 2011                                                  | 2011年12月31日 |
| ○    | 寒川直喜                         | 5分3R終了 判定3-0                            | DEEP CAGE IMPACT2011 in TOKYO                                               | 2011年10月29日 |
| ○    | 岩瀬茂俊                         | 1R 3:45 KO（左フック）                       | DEEP 54 IMPACT                                                              | 2011年6月24日  |
| ×    | 奥野"轟天"泰舗                   | 1R 0:19 KO（右フック）                       | 戦極 Soul of Fight                                                          | 2010年12月30日 |
| ○    | ムン・ジュンヒ                   | 3R 2:57 TKO（パウンド）                      | DEEP 50 IMPACT 〜10年目の奇跡〜                                             | 2010年10月24日 |
| ×    | チャ・ジョンファン               | 2R 1:16 TKO（右スーパーマンパンチ→パウンド） | 吉田秀彦引退興行 〜ASTRA〜                                                  | 2010年4月25日  |
| ○    | アンドリュース・ナカハラ         | 2R（10分/5分）終了 判定3-0                   | DREAM.13                                                                    | 2010年3月22日  |
| ○    | 中尾受太郎                       | 5分3R終了 判定3-0                            | DEEP 43 IMPACT                                                              | 2009年8月23日  |
| ×    | TJ・グラント                     | 5分3R終了 判定1-2                            | UFC 97: Redemption                                                          | 2009年4月18日  |
| ×    | ブラッド・ブラックバーン         | 5分3R終了 判定0-3                            | UFC 92: The Ultimate 2008                                                   | 2008年12月27日 |
| ○    | ホアン・"ジュカオン"・カルネイロ | 5分3R終了 判定2-1                            | UFC 88: Breakthrough                                                        | 2008年9月6日   |
| ×    | カロ・パリジャン                 | 5分3R終了 判定0-3                            | UFC 78: Validation                                                          | 2007年11月17日 |
| ○    | ソ・ドゥウォン                   | 1R 2:58 TKO（マウントパンチ）                | DEEP in YAMAGATA                                                            | 2007年6月24日  |
| ○    | 桜井隆多                         | 5分3R終了 判定2-0                            | DEEP 28 IMPACT 【DEEPミドル級タイトルマッチ】                               | 2007年2月16日  |
| ×    | パウロ・フィリオ                 | 1R 2:30 腕ひしぎ十字固め                     | PRIDE 武士道 -其の十二- 【ウェルター級グランプリ 2回戦】                    | 2006年8月26日  |
| ○    | ジョーイ・ヴィラセニョール       | 2R（10分/5分）終了 判定2-1                   | PRIDE 武士道 -其の十一- 【ウェルター級グランプリ 1回戦】                    | 2006年6月4日   |
| ○    | 桜井隆多                         | 1R 1:57 TKO（ドクターストップ）              | DEEP 23 IMPACT 【DEEPミドル級タイトルマッチ】                               | 2006年2月5日   |
| ×    | ダン・ヘンダーソン               | 1R 0:22 KO （右ストレート）                  | PRIDE 武士道 -其の九- 【ウェルター級トーナメント 1回戦】                    | 2005年9月25日  |
| ×    | フィル・バローニ                 | 1R 1:40 KO（右フック）                       | PRIDE 武士道 -其の八-                                                       | 2005年7月17日  |
| ○    | ニーノ・"エルビス"・シェンブリ   | 2R（10分/5分）終了 判定3-0                   | PRIDE 武士道 -其の七-                                                       | 2005年5月22日  |
| ○    | ホアン・"ジュカオン"・カルネイロ | 3R 2:15 TKO（ドクターストップ)               | DEEP 18th IMPACT                                                            | 2005年2月12日  |
| ○    | アンデウソン・シウバ             | 3R 3:08 ヒールホールド                       | PRIDE 男祭り 2004 -SADAME-                                                  | 2004年12月31日 |
| ○    | カーロス・ニュートン             | 2R（10分/5分）終了 判定3-0                   | PRIDE 武士道 -其の伍-                                                       | 2004年10月14日 |
| ×    | ヒカルド・アルメイダ             | 2R（10分/5分）終了 判定0-3                   | PRIDE 武士道 -其の参-                                                       | 2004年5月23日  |
| ○    | 松井大二郎                       | 5分3R終了 判定2-0                            | DEEP 13th IMPACT in KORAKUEN HALL                                           | 2004年1月22日  |
| ○    | 桜井"マッハ"速人                 | 3R 2:10 TKO（ドクターストップ）              | DEEP 12th IMPACT in OHTAKU                                                  | 2003年9月15日  |
| ○    | 久松勇二                         | 5分3R終了 判定2-0                            | DEEP 11th IMPACT in OSAKA                                                   | 2003年7月13日  |
| ×    | 須田匡昇                         | 5分3R終了 判定1-2                            | DEEP2001 7th IMPACT in DIFFER ARIAKE                                        | 2002年12月8日  |
| ○    | 臼田勝美                         | 1R 0:05 TKO（マウントパンチ）                | DEEP2001 6th IMPACT in ARIAKE COLOSSEUM                                     | 2002年9月7日   |
| ×    | 石川英司                         | 5分2R終了 判定0-2                            | DEEP2001 5th IMPACT in DIFFER ARIAKE 【ミドル級王者決定トーナメント 1回戦】 | 2002年6月9日   |
| ○    | 秋山賢治                         | 1R 4:22 TKO（パウンド）                      | DEEP2001 4th IMPACT in NAGOYA                                               | 2002年3月30日  |
| ○    | 冨宅飛駈                         | 5分3R終了 判定3-0                            | DEEP2001 3rd IMPACT X'mas in DIFFER ARIAKE                                  | 2001年12月23日 |
| ×    | 佐藤光留                         | 5分3R終了 判定0-3                            | PANCRASE 2001 PROOF TOUR 【ネオブラッド・トーナメント 予選】                | 2001年5月5日   |

### アマチュア総合格闘技
| 勝敗 | 対戦相手 | 試合結果 | 大会名               | 開催年月日    |
| ○    | 富山浩宇 | 一本     | DEEP2001 in YOKOHAMA | 2001年8月18日 |

### グラップリング
| 勝敗 | 対戦相手       | 試合結果           | 大会名                                                   | 開催年月日     |
| ×    | レアンドロ・ロ | ポイント0-4        | 第3回全日本ノーギ柔術選手権 【ミディアムヘビー級 1回戦】 | 2014年7月20日  |
| △    | 門馬秀貴       | 5分2R終了 時間切れ | clubDEEP 4th 西調布                                      | 2003年11月24日 |
| ○    | 佐々木恭介     | 判定               | U-FILE Style-G                                           | 2002年11月9日  |
| ○    | 佐々木恭介     | 延長判定6-1        | U-FILE Style-G 重量級トーナメント 【決勝】               | 2002年3月16日  |
| ○    | 大久保一樹     | 2:08 三角絞め      | U-FILE Style-G 重量級トーナメント 【準決勝】             | 2002年3月16日  |
| ○    | 中村大介       | 判定6-3            | U-FILE Style-G 重量級トーナメント 【1回戦】              | 2002年3月16日  |

## 獲得タイトル
- U-FILE Style-G 重量級トーナメント 優勝（2002年）
- 第3代DEEPミドル級王座（2006年）
- 第6代DEEPウェルター級王座（2013年）

## 表彰
- SHERDOG サブミッション・オブ・ザ・イヤー（2004年）